# Mimela junii
Mimela junii (Duftschmid, 1805) è un coleottero appartenente alla famiglia degli scarabaeidae (sottofamiglia rutelinae).

## Descrizione

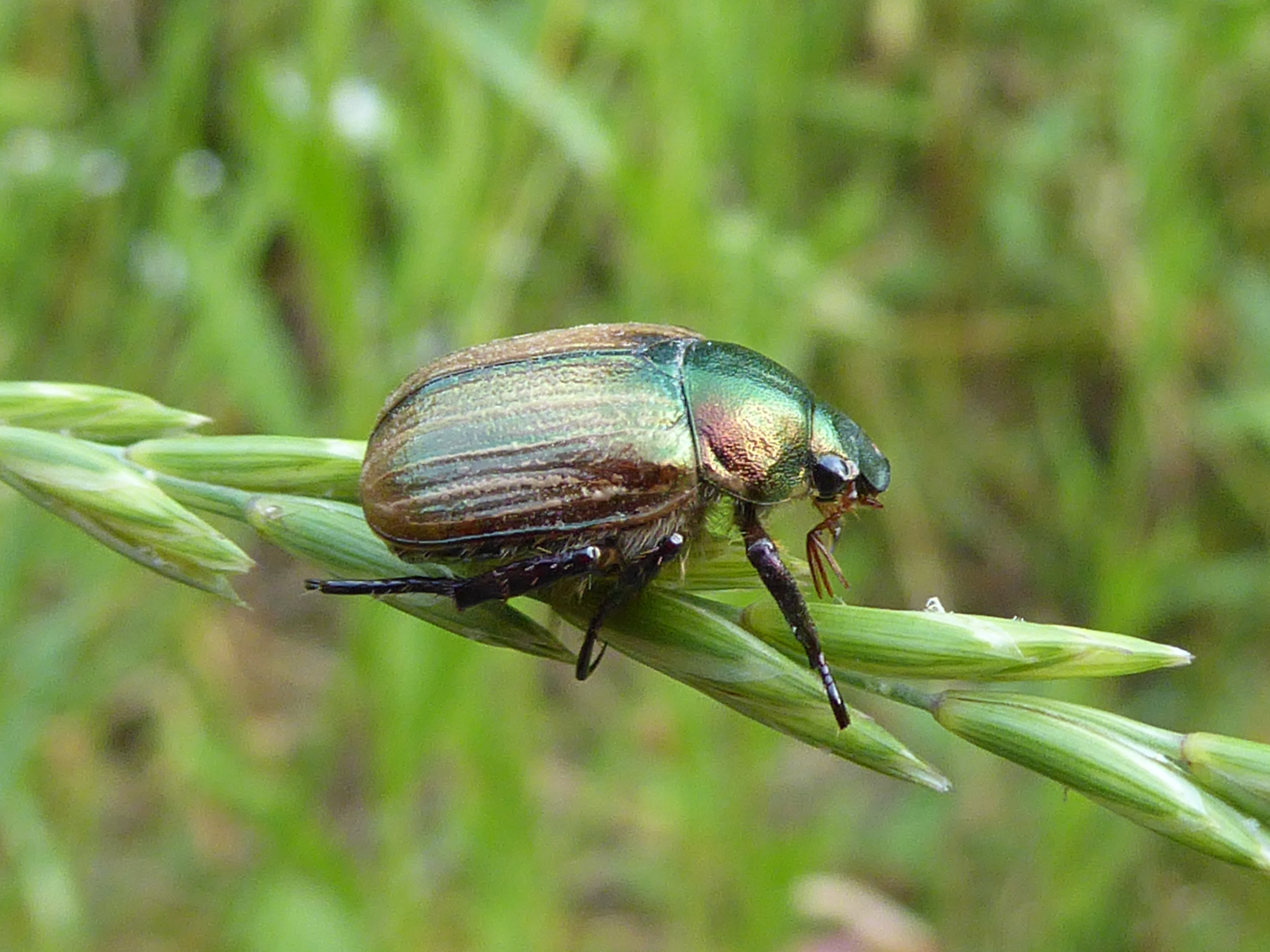
Esemplare fotografato in località Paludi (Segonzano, Trentino)

### Adulto
M. junii è un insetti di piccole dimensioni, oscillanti tra i 13 e i 16 mm. Presenta un corpo tozzo e dal cromatismo variabile, anche se la maggior parte degli esemplari è caratterizzata da una colorazione beige sulle elitre e verde smeraldo sul pronoto. I maschi presentano le antenne lievemente più sviluppate, rispetto alle femmine.

## Biologia
Gli adulti compaiono con l'arrivo dell'estate e sono di abitudini crepuscolari. Si possono osservare volare in prossimità dei terreni sabbiosi (ambienti prediletti dall'insetto) sia sulle coste che nell'entroterra. Le larve si sviluppano nel sottosuolo e si nutrono delle radici di piante erbacee e degli arbusti.

## Distribuzione
M. junii è presente in Europa centrale e meridionale, in particolare nel sud-est della Francia, in Austria e in Slovenia, coprendo tutto il Territorio italiano con le sottospecie Mimela junii calabrica, Mimela junii rugosula, Mimela junii miksici, Mimela junii gigliocola.